# Wind Breaker (manhwa)
Pour le manga japonais, voir Wind Breaker.
 (mars 2025).
Wind Breaker (coréen : 윈드브레이커 ; RR : Windeu Beureikeo) est un manhwa sud-coréen publié dans un format webtoon écrit et illustré par Yongseok Jo. Il est publié en série via la plateforme webtoon de Naver Corporation, Naver Webtoon à partir de décembre 2013. Les chapitres individuels ont été rassemblés et publiés en 26 volumes. Sa sérialisation a été suspendue par Naver Webtoon le 11 juillet 2025, à la suite d'accusation d'utilisation d'illustrations reproduites à l'identique de celles provenant d'autres œuvres. La version française est éditée par Komogi Édition à partir de juin 2025.

## Synopsis
Wind Breaker suit l’histoire de Jo Ja-Hyun, un lycéen studieux et respecté, connu pour ses excellents résultats scolaires et sa discipline. Cependant, derrière cette image irréprochable, Ja-Hyun cherche secrètement un exutoire à sa routine monotone et stricte.
Un jour, il se découvre une passion pour le cyclisme lorsqu’il est invité à rejoindre un groupe de cyclistes amateurs appelé "Hummingbird Crew". Progressivement, Ja-Hyun se lie d’amitié avec les membres du groupe et découvre la vraie valeur de la camaraderie, de la liberté et du dépassement de soi.

## Personnages
Jo "Jay" Ja-hyeon (조자현, Jo Ja-hyun)
Personnage principal du manhwa, souvent appelé Super Rookie par les fans. Il est l'un des membres du Hummingbird Crew, l'une des équipes qui ont participé à la branche coréenne de League of Streets. Neveu de Jo Ma-hyeon, cycliste professionnel coréen.

Hong "Vinny" Yubin (홍유빈, Hong Yoo-bin)
Surnommé « Mad Dog » en raison de sa brutalité. Il est membre du Sabbath Crew avant de quitter le Zephyros Crew en premier, le Hummingbird Crew en deuxième et le Ghost Crew en troisième.
Yoon "Minu" Min-woo (민우윤, Yoon Min-woo)
Kang "Dom" Hannam (강한남, Kang Han-nam)
Fils d'un célèbre mafieux coréen. Il est l'un des membres du Hummingbird Crew et coure en tant que sprinter.
Shelly Scott
Elle est une cycliste expérimentée originaire d'Angleterre, car son père, Mark Scott, est un cycliste légendaire. Elle est membre de l'équipe des Colibris. Elle est amoureuse de Jay.
Lee "June" Jun-soo (준수이, Lee Jun-soo)
Kim "Mia" Mi-yeong (김미영, Kim Mi-yeong)
Yoon "Yuna" Yun-ha (윤유나, Yoon Yun-ha)
Kim "Monstre" Deokbong (김덕봉, Kim Deok-bong)
Leader de Monster Crew, l'une des équipes participant à la branche coréenne de League of Streets et ancien quarterback dans certains lycées américains. Il retourne en Corée et reprend confiance en lui après avoir fait du vélo.
Jang Juhwan (장주환, Jang Ju-hwan)
Leader de Trident Crew, l'une des équipes participant à la branche coréenne de League of Streets. Il était en rivalité avec Monster car il pensait que la fille dont il était amoureux était également amoureuse de Monster.
Yoo Wooin (유우인, Yoo Woo-in)
Hajun "Joker" (하준, Ha-joon)
Kwon « La Faucheuse » Hyuk (권혁; Kwon Hyuk)
Owen Chevalier
Noah Austin
Harry Shepherd
Kaneshiro Takeda (武田金城, Takeda Kaneshiro)
Ryohei Hachijō (八条良平, Hachijou Ryohei)
Kenji Ikusaba (イクサバ ケンジ, Ikusaba Kenji)
Hyōma Nagase (永瀬兵間, Nagase Hyouma)

## Médias

### Manhwa
Wind Breaker est écrite par Yongseok Jo et publiée sur la plateforme de webtoon Naver, Naver Webtoon, le 8 décembre 2013. Sa sérialisation a été suspendue par Naver Webtoon le 11 juillet 2025, à la suite d'accusation de plagiat.
Une version française du manhwa est publiée en version papier par la maison d'édition Komogi à partir de juin 2025.

### Volumes
| no | Coréen            | Coréen            | Français          | Français   |
| no | Date de sortie    | ISBN              | Date de sortie    | ISBN       |
| -- | ----------------- | ----------------- | ----------------- | ---------- |
| 1  | 30 mai 2016       | 979-1-18-519334-2 | 27 juin 2025      | 2494300282 |
| 2  | 27 juin 2016      | 979-1-18-519336-6 | 27 juin 2025      | 2494300290 |
| 3  | 3 janvier 2017    | 979-1-18-519346-5 | 19 septembre 2025 | 2494300398 |
| 4  | 20 octobre 2017   | 979-1-18-519375-5 |                   |            |
| 5  | 27 décembre 2017  | 979-1-18-519390-8 |                   |            |
| 6  | 12 octobre 2018   | 979-1-16-279029-8 |                   |            |
| 7  | 12 octobre 2018   | 979-1-16-279030-4 |                   |            |
| 8  | 23 novembre 2018  | 979-1-16-279032-8 |                   |            |
| 9  | 1er février 2019  | 979-1-16-279039-7 |                   |            |
| 10 | 1er février 2019  | 979-1-16-279040-3 |                   |            |
| 11 | 1er février 2019  | 979-1-16-279041-0 |                   |            |
| 12 | 14 juin 2019      | 979-1-16-279049-6 |                   |            |
| 13 | 24 septembre 2019 | 979-1-16-279057-1 |                   |            |
| 14 | 12 février 2020   | 979-1-16-279063-2 |                   |            |
| 15 | 14 octobre 2020   | 979-1-16-279069-4 |                   |            |
| 16 | 14 octobre 2020   | 979-1-16-279070-0 |                   |            |
| 17 | 21 juillet 2021   | 979-1-19-015321-8 |                   |            |
| 18 | 29 septembre 2021 | 979-1-16-779015-6 |                   |            |
| 19 | 26 janvier 2022   | 979-1-16-779061-3 |                   |            |
| 20 | 26 avril 2022     | 979-1-16-779084-2 |                   |            |
| 21 | 14 février 2023   | 979-1-16-779206-8 |                   |            |
| 22 | 27 février 2023   | 979-1-16-779209-9 |                   |            |
| 23 | 28 juin 2023      | 979-1-16-779257-0 |                   |            |
| 24 | 10 août 2023      | 979-1-16-779283-9 |                   |            |
| 25 | 21 décembre 2023  | 979-1-16-779360-7 |                   |            |
| 26 | 29 janvier 2024   | 979-1-16-779375-1 |                   |            |

### Autres médias
La série est apparue dans l'émission de télé-réalité musicale sud-coréenne Webtoon Singer, diffusée pour la première fois sur le service de radiodiffusion TVING le 17 février 2023., qui présentait des performances d'artistes K-pop combinant des webtoons avec une technologie de réalité étendue.